# Fränzi Mägert-Kohli
Fränzi Mägert-Kohli (ur. 31 maja 1982 w Thun) – szwajcarska snowboardzistka, dwukrotna medalistka mistrzostw świata.

## Kariera
Po raz pierwszy na arenie międzynarodowej pojawiła się 16 lutego 2002 roku w Mauterndorfie, gdzie w zawodach Pucharu Europy zajęła 28. miejsce w slalomie równoległym (PSL). W 2002 roku wystartowała też na mistrzostwach świata juniorów w Rovaniemi, zajmując czwarte miejsce w gigancie równoległym (PGS) i 28. miejsce w snowcrossie.
W zawodach Pucharu Świata zadebiutowała 29 października 2002 roku w Sölden, zajmując 22. miejsce w PGS. Tym samym już w swoim debiucie wywalczyła pierwsze pucharowe punkty. Pierwszy raz na podium zawodów tego cyklu stanęła 3 lutego 2004 roku w Mariborze, kończąc rywalizację w tej konkurencji na drugiej pozycji. W zawodach tych rozdzieliła dwie rodaczki: Danielę Meuli i Ursulę Bruhin. Łącznie 21 razy stawała na podium zawodów PŚ, odnosząc przy tym siedem zwycięstw. Najlepsze wyniki osiągnęła w sezonie 2010/2011, kiedy to zajęła trzecie miejsce w klasyfikacji generalnej ASP, a w klasyfikacji PAR uplasowała się na drugiej pozycji. W sezonie 2006/2007 była trzecia w klasyfikacji generalnej i klasyfikacji PAR. Trzecie miejsce w klasyfikacji PAR zajęła również w sezonie 2009/2010.
Największy sukcesem osiągnęła w 2009 roku, kiedy zdobyła złoty medal w slalomie równoległym na mistrzostwach świata w Gangwon. Wyprzedziła tam Austriaczkę Doris Günther i Rosjankę Jekatierinę Tudiegieszewą. Ponadto zdobyła także brązowy medal w gigancie równoległym na mistrzostwach świata w Arosa dwa lata wcześniej. Lepsze okazały się jedynie Tudiegieszewa i Niemka Amelie Kober. Była też między innymi piąta w PGS podczas mistrzostw świata w La Molinie w 2011 roku. Brała też udział w igrzyskach olimpijskich w Vancouver w 2010 roku, gdzie zajęła 28. miejsce w gigancie równoległym. Był to jej jedyny start olimpijski.
W 2015 roku zakończyła karierę.

## Osiągnięcia

### Igrzyska olimpijskie
| Miejsce | Dzień     | Rok  | Miejscowość | Konkurencja       | Zwyciężczyni        |
| ------- | --------- | ---- | ----------- | ----------------- | ------------------- |
| 28.     | 26 lutego | 2010 | Vancouver   | Gigant równoległy | Nicolien Sauerbreij |

### Mistrzostwa świata
| Miejsce | Dzień       | Rok  | Miejscowość | Konkurencja       | Zwyciężczyni              |
| ------- | ----------- | ---- | ----------- | ----------------- | ------------------------- |
| DNF     | 13 stycznia | 2003 | Kreischberg | Gigant równoległy | Ursula Bruhin             |
| 12.     | 18 stycznia | 2005 | Whistler    | Gigant równoległy | Manuela Riegler           |
| 20.     | 19 stycznia | 2005 | Whistler    | Slalom równoległy | Daniela Meuli             |
| 3.      | 16 stycznia | 2007 | Arosa       | Gigant równoległy | Jekatierina Tudiegieszewa |
| 12.     | 17 stycznia | 2007 | Arosa       | Slalom równoległy | Heidi Neururer            |
| 9.      | 20 stycznia | 2009 | Gangwon     | Gigant równoległy | Marion Kreiner            |
| 1.      | 21 stycznia | 2009 | Gangwon     | Slalom równoległy | -                         |
| 5.      | 19 stycznia | 2011 | La Molina   | Gigant równoległy | Alona Zawarzina           |
| 7.      | 22 stycznia | 2011 | La Molina   | Slalom równoległy | Hilde-Katrine Engeli      |

### Puchar Świata

#### Miejsca w klasyfikacji generalnej
- 2001/2002: -
- 2002/2003: -
- 2003/2004: -
- 2004/2005: -
- 2005/2006: 10.
- 2006/2007: 3.
- 2007/2008: 18.
- 2008/2009: 28.
- 2009/2010: 5.
- 2010/2011: 3.
  - PAR[3]
- 2011/2012: 7

#### Zwycięstwa w zawodach
1. Sölden – 21 października 2006 (gigant równoległy)
2. Bardonecchia – 1 lutego 2007 (gigant równoległy)
3. Stoneham – 16 marca 2007 (gigant równoległy)
4. Telluride – 15 grudnia 2009 (gigant równoległy)
5. Telluride – 16 grudnia 2010 (gigant równoległy)
6. Arosa – 27 marca 2011 (gigant równoległy)
7. Landgraaf – 13 października 2011 (slalom równoległy)

#### Pozostałe miejsca na podium w zawodach
1. Maribor – 3 lutego 2004 (gigant równoległy) - 2. miejsce
2. Petersburg – 7 stycznia 2005 (slalom równoległy) - 3. miejsce
3. Bardonecchia – 9 lutego 2005 (gigant równoległy) - 3. miejsce
4. Tandådalen – 16 marca 2005 (gigant równoległy) - 2. miejsce
5. Le Relais – 17 grudnia 2005 (gigant równoległy) - 2. miejsce
6. Szukołowo – 1 marca 2006 (slalom równoległy) - 2. miejsce
7. Furano – 16 lutego 2007 (gigant równoległy) - 2. miejsce
8. Sungwoo – 25 lutego 2007 (gigant równoległy) - 2. miejsce
9. Lake Placid – 3 marca 2008 (gigant równoległy) - 2. miejsce
10. Kreischberg – 6 stycznia 2010 (gigant równoległy) - 3. miejsce
11. Nendaz – 3 lutego 2010 (gigant równoległy) - 3. miejsce
12. Limone Piemonte – 11 grudnia 2010 (slalom równoległy) - 2. miejsce
13. Yongpyong – 9 lutego 2011 (gigant równoległy) - 2. miejsce
14. Telluride – 15 grudnia 2011 (gigant równoległy)  - 2. miejsce

- W sumie (7 zwycięstw, 10 drugich i 4 trzecie miejsca).